# Станіслав Пшиємський (пом. 1595)
Станіслав Пшиємський гербу Равич (пом. 1595) — військовий і державний діяч Королівства Польського та Речі Посполитої, маршалок Сейму (1581), маршалок надвірний (1588—1593) і великий коронний (1593—1595); староста конінський, ліґновський, руденський, ковальський.

## Життєпис
Народився Станіслав у родині Яна Пшиємського та Гелени з Бєжґлінських. Мав 3 сестер і 2 братів: Катажину, Гелену, Войцеха, Рафала та Барбару.
На варшавському сеймі 1563/1564 років Станіслав Пшиємський був послом від Каліша, намагався здійснити напад на посла від Перемищини Валентія Оріховського, брата Станіслава, який висловив протест від імені руської шляхти проти «ревіндикації» (повернення) королівських земель. Ледь не дійшло до бійки, проте їх зупинили.
Протягом 1565—1585 років Пшиємський був королівським ротмістром. Зокрема, у 1565—1566 роках, під час литовсько-московської війни, він керував ротою кінноти. Обирався послом на сейми люблінські 1566 і 1569 року, на сейм пйотркувський 1567 року, був одним із підписантів Люблінської унії.
Близько 1569 року отримав від короля у державу маєтки Ліґнови та Рудно, які належали до староства ґнєвського, та села Лопаткі та Поледно в старостві швеційському. Надання королівщин у Королівській Пруссії Пшиємському, який не був її уродженцем, викликало протести Прусських станів. 1572 року, одразу після смерті короля Сигізмунда Августа, ті королівщини були відібрані прусською шляхтою. Звідтоді, протягом довгих років Пщиємський намагався повернути собі ці маєтки, зокрема, піднімав це питання на сеймах, 1573 року хотів зробити це збройним шляхом, проте так і не добився успіху.
На післяконвокаційному сеймику в Срьоді 24 березня 1573 року Станіслав Пшиємський був обраний одним із ротмістрів воєводських загонів (йому була призначена служба в 120 коней). Саме тоді він долучився до створення військових артикулів, які регулювали відносини великопольських загонів королівського війська. Був послом на коронаційний сейм 1574 року від Каліського воєводства, на сейм коронаційний 1576 року від воєводств познанського та каліського.
На війну з Ґданськом (1576—1577) Пшиємський прибув із 16 охотниками, 17 квітня 1577 року брав участь у битві над озером Любішевським, за що 1578 року отримав «з ласки королівської» 1000 злотих). Обирався послом на сейм 1578 року від воєводства каліського. З 1580 року посідав уряд Конінського старости.
Брав участь у Московсько-польській війні (1577—1582). Разом зі своєю гусарською хоругвою був учасником походу 1580 року на Веліж, Усвяти та Великі Луки. Був послом на сейм 1581 року від воєводств каліського та познанського. На цьому сеймі був обраний його маршалком, обіймав цю посаду з 22 січня по 8 березня. Цього ж року, будучи на чолі 200-кінної гусарської роти, Пшиємський одночасно був командиром тактичного війська (командував кінним полком). Користуючись довірою короля та коронного гетьмана Яна Замойського, він користувався також популярністю серед жовнірів. Під час походу до Пскова, в таборі під Островом 10 серпня він діяв від імені кавалерійських ротмістрів, постулюючи підготовлювані на той час зміни документів щодо регуляції війська, потім 30 серпня був призначений делегатом від польської кавалерії на допомогу генеральному профосу військ, його призначили одним із двох табірних суддів «над поляками». Під час конфліктів протягом облоги Пскова виступав 9-10 жовтня як речник кавалерійських ротмістрів, захищаючи їх від звинувачень, а пізніше, коли неоплачуване військо загрожувало залишити Псков, намагався зупинити їх і запропонував «трошки срібла, ланцюжок з кілька сотень червоних злотих… щоб вони не втекли». На нараді сенаторів і ротмістрів 7 листопада, Станіслав Пшиємський разом із Міколаєм Зебжидовським, Северином Бонером та Кшиштофом Ніщицьким, задекларували, що будуть утримувати жовнірів зі своїх підрозділів за свій рахунок.

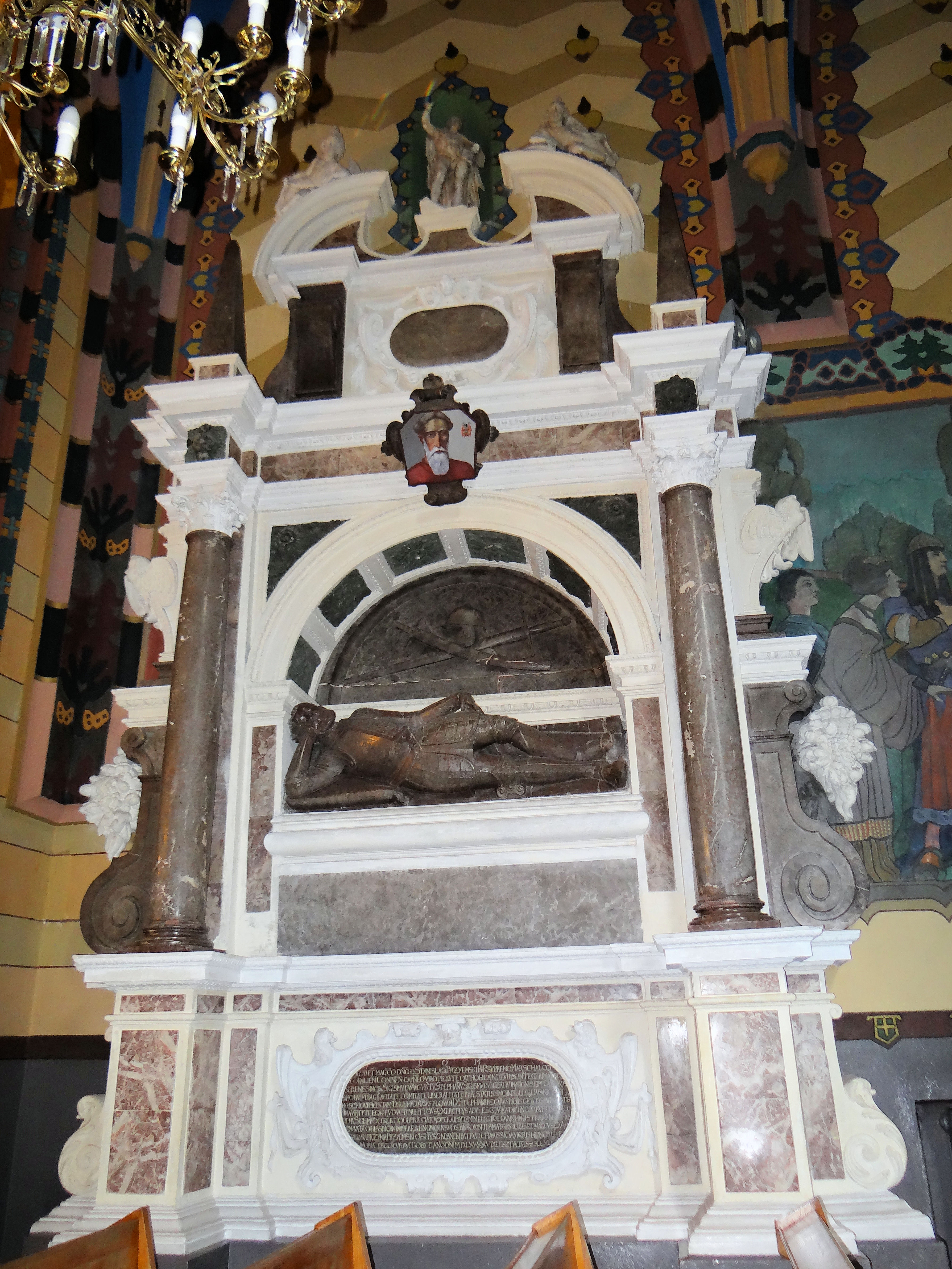
Надгробок Станіслава Пшиємського в костелі святого Варфоломія в Коніні.

Станіслав Пшиємський обирався послом на сейми 1585 року від воєводства каліського, на сейм конвокаційний 1587 року від каліського та познанського воєводств. Він був чеським братом та одним із лідерів дисидентської шляхти в Речі Посполитій.
У січні 1588 року Станіслав Пшиємський взяв участь у коронаційному сеймі, пізніше був посланцем від короля на військовий з'їзд великопольських воєводств у Каліші. Анджей Опалінський, великий маршалок коронний, протегував його на посаду маршалка надвірного коронного. Противником був перемишльський староста Томаш Дрогойовський, якого підтримував Ян Замойський. Сигізмунд III призначив Пшиємського для послаблення позицій Замойського. Уже маршалком взяв участь у похованні Стефана Баторія 23 травня, хоча формально був номінований королем лише 13 червня 1588 року. 3 грудня 1588 року король підтвердив, на знак визнання його заслуг, річну платню 2000 злотих у Бидгощській солеварні. Цю зарплату він має отримувати в Бидгощі за час першої флотації солі.
1589 року був серед підписантів ратифікації Битомсько-Бендзинського трактату на пацифікаційному сеймі. У вересні того ж року супроводжував короля у поїздці до Ревеля. Після завершення сейму 1590/1591 років, 23 січня Станіслав Пшиємський отримав староство ковальське.
Після смерті протектора Анджея Опалінського, у березні 1593 року Станіслав Пшиємський став маршалком великим коронним.
Він був неодруженим, потомства не залишив. Його спадкоємцем став племінник, королівський секретар Анджей Пшиємський. Йому Станіслав Пшиємський не залишив великої спадщини, але 1592 року, за згодою короля, передав староство ковальське, а 12 липня 1593 року — староство конінське (одне місто і 15 сіл).
Помер Станіслав Пшиємський наприкінці 1595 року. Похований у Конінському костелі святого Варфоломія.